# Corinaldo
Corinaldo est une commune italienne de 4 877 habitants située dans la province d'Ancône, dans la région des Marches, en Italie centrale.
Appartenant depuis longtemps à l’Association I Borghi più belli d'Italia de l’Association nationale des villages d’Italie (ANCI), Corinaldo a été déclaré village le plus beau d’Italie en 2007.

## Géographie

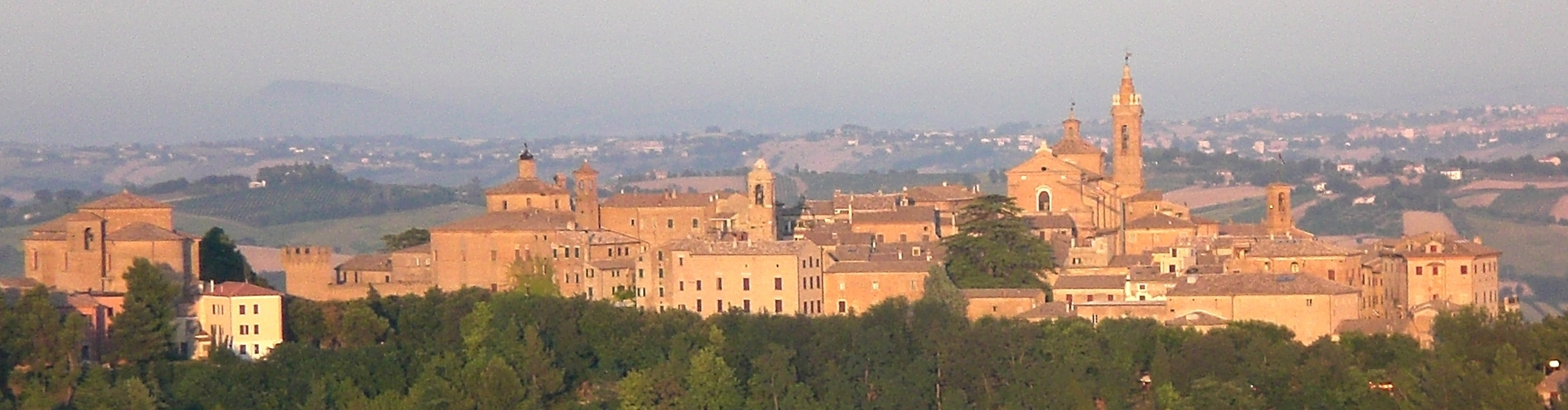
Vue générale de Corinaldo.

Corinaldo se situe entre terre et mer, à une vingtaine de kilomètres au sud de Senigallia, et à environ 50 km du chef-lieu de la province d'Ancône, aux confins Nord-Ouest de la province de Pesaro-Urbino, sur une colline de la rive gauche de la rivière Nevola à une altitude de 203 mètres.

## Histoire

### Toponymie
Le nom de Corinaldo dérive probablement de Curia di Rinaldo, nom lombard donné à la zone du centre ville centre à l’époque du haut Moyen Âge. Cette hypothèse n’a été avancée que récemment : précédemment, on croyait que le nom Corinaldo dérive de Corri in alto !, courrez en haut ! , hypothétique exclamation que les citoyens romains survivants de l’antique ville romaine de Suasa auraient prononcée au moment de quitter la ville romaine détruite, qui se trouve au fond de la vallée, pour monter dans l’une des collines voisines militairement plus sûre et sur laquelle ils construisirent ledit village de Corinaldo. Une autre hypothèse répandue sur l’origine du nom est qu’il provient de "Cor in alto » littéralement Cœur en haut. Ces deux hypothèses, bien que suggestives, sont actuellement considérées comme infondées.

### Origines
« Brûlée et détruite par le méchant Alaric, la belle et célèbre ville de Suasa, en l’an de Grâce 409, comme il fut écrit, ceux qui, des incendies, avancèrent pour se sauver, s’enfuirent vers le vent Cecias dans les collines voisines, l’année 411 de l’accouchement de la sainte Vierge, donnèrent le principe de fabriquer une ville selon les règles et le dessin d’architecture. Ils la baptisèrent Corinaldo, presque curre in altum »
C’est ce qu’il écrivait à propos des origines de Corinaldo au début du XVIIe siècle Vincenzo Maria Cimarelli, frère dominicain, éminent historien, maître de lettres humaines, inquisiteur du Saint-Office.

### Liberté et dominations
Perchée sur un rocher entre les rivières Cesano et Misa, entre la province d'Ancône et celle d'Urbino, Corinaldo s’établit en commune à la fin du XIIe siècle. Au cours du Duecento, elle joue un rôle primordial dans la lutte entre Guelfes et gibellins. Par sa position stratégique, elle devient rapidement un territoire disputé par les villes environnantes. En 1219, elle combat contre Cagli, mais, en 1248, elle est contrainte de se soumettre à la puissance de sa voisine, la Jesi. Annexée à Jesi, elle en devient un de ses « castelli ».

En 1291, le pape Nicolas IV lui reconnaît à nouveau l’autonomie communale. Guelfe jusqu’au début du trecento, Corinaldo subit le charme, puis la tyrannie de son noble concitoyen du parti gibelin, Nicolò Boscareto, vicaire impérial pour la nomination de Ludovico le Bavarois. La reconquête papale fut pénible, l’armée pontificale d’Innocent VI, guidée par Galeotto I Malatesta, la brûla le 18 août 1360.

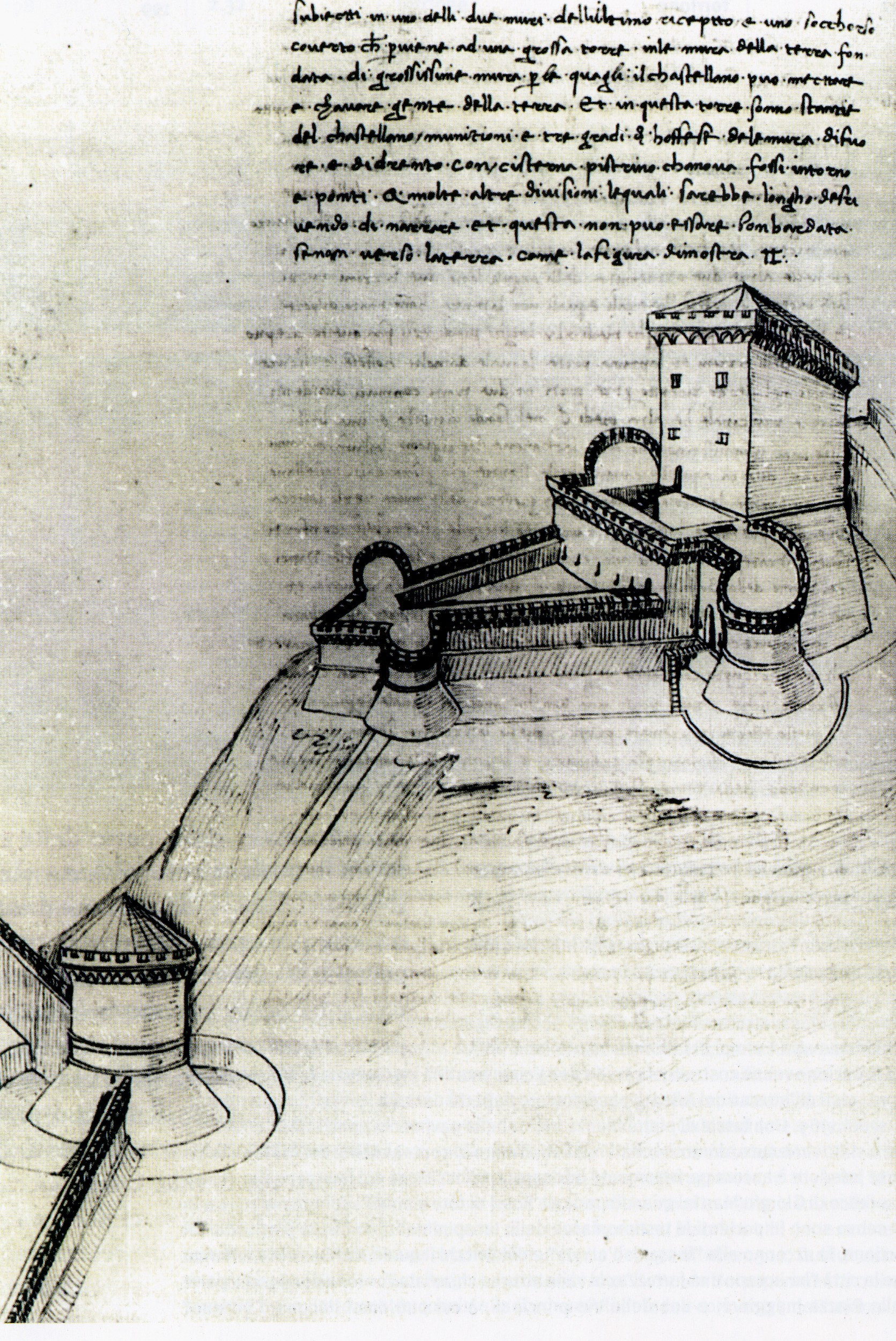
Dessin de remparts et tourelles de Francesco di Giorgio Martini.

### Nouveaux remparts, nouveaux assauts
Corinaldo est reconstruite entièrement en 1367, à la suite de l’autorisation accordée par le pape Urbain V, avec l’actuelle enceinte murale, dans laquelle figurent des éléments de fortification attribués au génie du célèbre architecte militaire siennois Francesco di Giorgio Martini. Aux Malatesta succèdent les Sforza, et aux Sforza les Della Rovere, dont le déchu duc d’Urbino, Francesco Maria, tente en 1517 d’annexer Corinaldo et les terres voisines. Mais c’est à cette époque qu’est écrite l’une des pages historiques de la communauté de Corinaldo. Après vingt-trois jours de siège, les Corinaldais contraignent le duc à la retraite et le pape de l’époque, Léon X, pour la fidélité dont elle a fait preuve, élève Corinaldo au rang de ville. Dignité confirmée par le pape Pie VI le 20 juin 1786.

### Temps Moderne
C’est au XVIIe siècle que Corinaldo se pare de formes architecturales nouvelles en s’enrichissant de l’œuvre et de l’ingéniosité de grands artistes. Les familles nobles érigent de nouvelles et élégantes demeures, signe d’un bien-être accru et généralisé. Les arts et les métiers se développent ; de nouveaux rapports économiques, politiques et culturels se nouent. Ce ne sont pas seulement les nobles palais qui marquent l’ordre architectural de la ville, et en particulier du centre historique mais ce sont également des édifices monumentaux civilset religieux qui voient le jour, visibles encore aujourd'hui et parfaitement conservés. parmi lesquels l’église du suffrage avec son plan octogonal caractéristique, érigée sur le vieux donjon, l’église de la Vierge, celle de Sainte Anne (patronne de Corinaldo) et le sanctuaire désormais dédié à Santa Maria Goretti, qui naquit le 16 octobre 1890.
Palais et églises, beaux exemples d’architecture civile et religieuse, constituent d'attrayants et précieux lieux d'accueil aux œuvres d’art. Le XVIIe et le XVIIIe siècle, en particulier, sont des siècles d’intense développement artistique de la ville, grâce à la présence et à l’œuvre d’esprits tel que le peintre Claudio Ridolfi, qui vécut longtemps à Corinaldo et y mourut, l’organiste Gaetano callido, toujours à Corinaldo, y a laissé deux instruments de facture exceptionnelle, l’un fonctionnant et le second en restauration, don du callido à sa fille religieuse recluse précisément à Corinaldo, dans le lieu-même qui accueille aujourd’hui la pinacothèque civique.

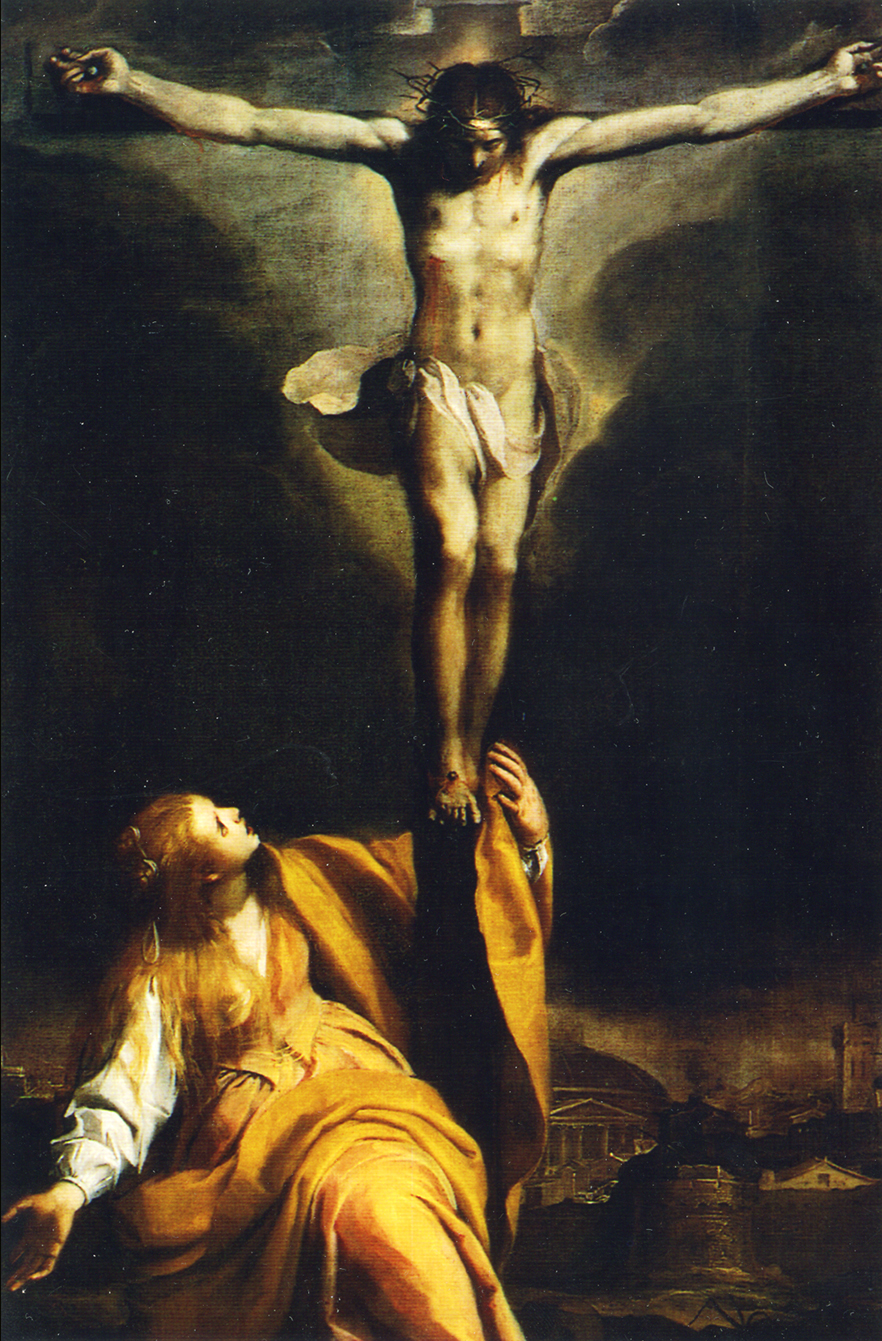
Marie Madeleine au pied de La Croix, Claudio Ridolfi, première moitié du XVIIe siècle, Église de la Madone del Piano, Corinaldo.

Corinaldo est la « destination européenne d’excellence » sélectionnée pour l'Italie, à l'issue de la session de 2008 du concours européen pour l’excellence dans le domaine touristique, organisé dans le cadre du projet EDEN encourageant les modèles de développement d'un tourisme durable, et qui récompense une destination par pays participant. Le thème du concours cette année-là est : « Tourisme et patrimoine immatériel local ».

## Économie
Corinaldo est la « destination européenne d’excellence » sélectionnée pour l'Italie, à l'issue de la session de 2008 du concours européen pour l’excellence dans le domaine touristique, organisé dans le cadre du projet EDEN encourageant les modèles de développement d'un tourisme durable, et qui récompense une destination par pays participant. Le thème du concours cette année-là est : « Tourisme et patrimoine immatériel local ».

## Culture

### Musées
- Collection Civique de l’art Claudio redonlfi : elle est dédiée au peintre sécenteste d’origine vénitienne Claudio Ridolfi qui passa à Corinaldo une grande partie de sa vie, jusqu’à sa mort ;

- Salle de la coutume et des traditions populaires : les vêtements les plus majestueux qui sont réalisés chaque année par les couturières de l’association, spécialement et annuellement pour la reconstitution historique "querelle du Puits de la polenta", qui se tient le troisième week-end de juillet, et représentent les ducs d’Urbino venus en visite à Corinaldo en 1517 pour récompenser cette petite ville pour avoir résisté à un siège qui a duré 21 jours qui a vu vaincu et contraint à partir le duc renversé d’Urbino Francesco Maria I Della Rovere.

### Traditions

#### Le défi du Puits de la Polenta
Le fameux puits qui se trouve au milieu de l’escalier des 109 marches dans le centre du bourg est appelé « puits de la polenta  » en mémoire d’une légende qui raconte qu'un paysan assis sur le bord du puits pour se reposer pendant la dure montée y tomba involontairement. Le sac de farine qu’il transportait se mêla à l’eau et le paysan désespéré cria de l’aide à grands cris en faisant venir de nombreuses personnes qui, du haut du puits, lui dirent de ne pas désespérer et de préparer une belle polenta que tous ensuite mangèrent en faisant la fête.
Le défi du Puits de la polenta est la plus ancienne reconstitution historique de la province d’Ancône d’une célèbre bataille datant de 1517 et opposant les habitants de Corinaldo à l’armée du duc d’Urbino François Marie Ier della Rovere.

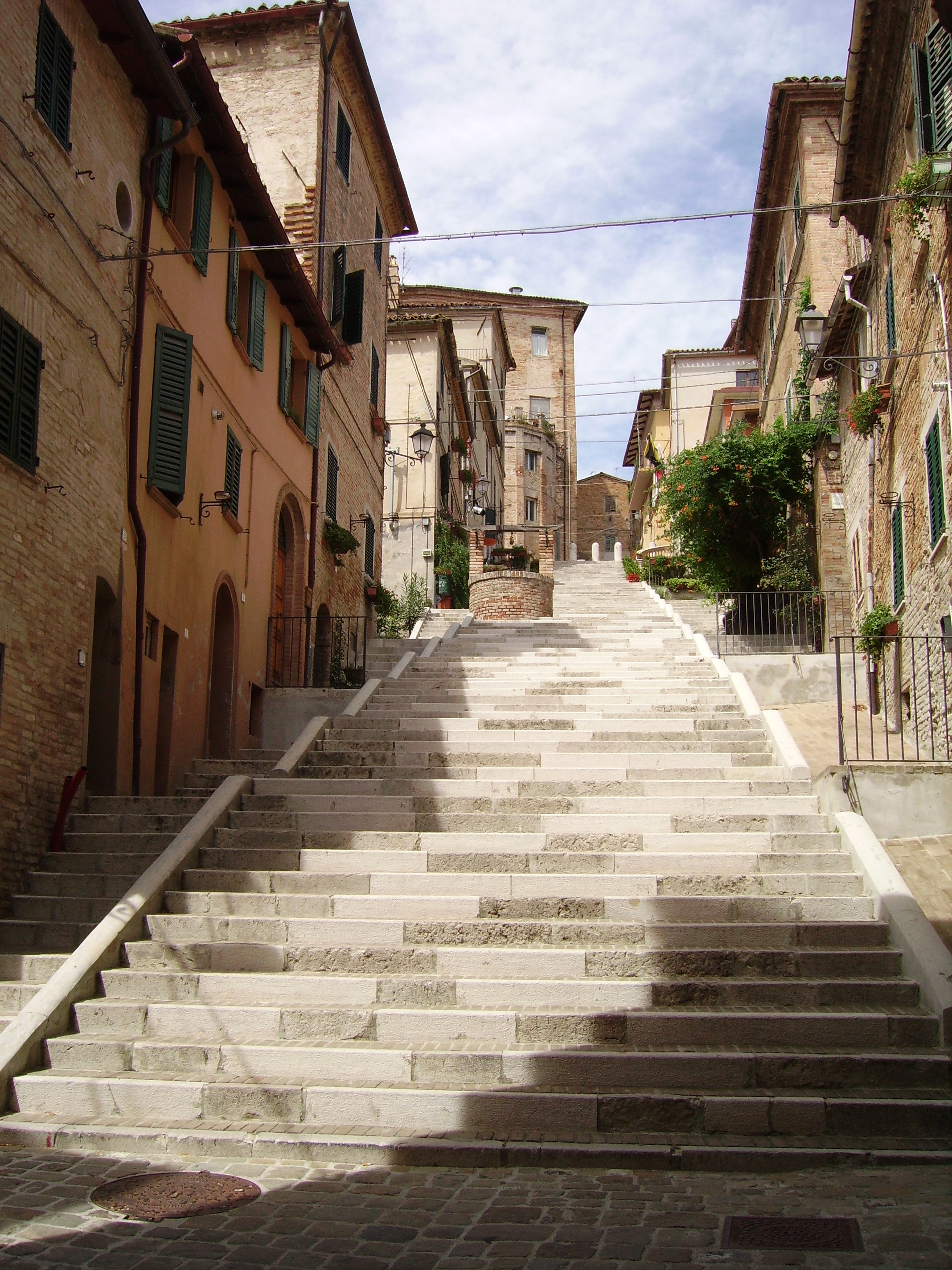
Contre-plongée sur le puits de la Polenta.
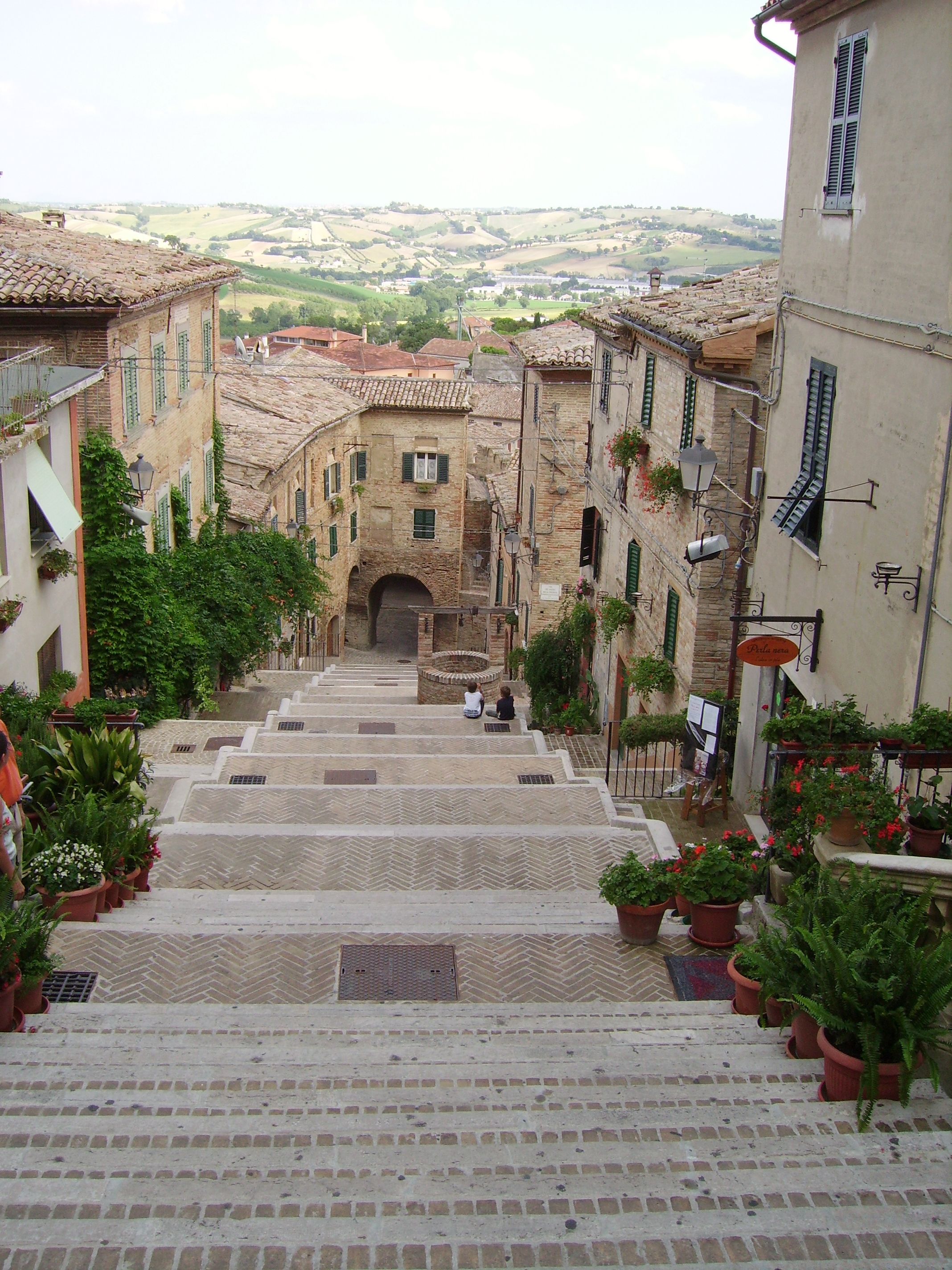
Plongée sur le puits de la Polenta.

## Monuments et patrimoine

### Architecture civile
- Le mura di Corinaldo : longs de 912 m et culminant à 18 m de hauteur, les remparts de Corinaldo constituent l’une des ceintures défensives les mieux conservées des Marches. Œuvre du célèbre architecte siennois Francesco di Giorgio Martini embrassant le centre historique de la ville, le mura est aujourd'hui libre d'accès. Symbole de la mura, la tour pentagonale d'éperon construite au XVe siècle abrite désormais un sanctuaire dédié aux victimes de toutes les guerres. Cette ceinture comprend de nombreuses autres tours, telle que la torre dello scorticatore qui permettait de défendre certaines portes d'entrée, la torre del mangano, la torre del calcinaro, ou encore la torre della rotonda[4].
- Théâtre Carlo Goldoni : théâtre historique de la ville datant du XIXe siècle conçu par Alessandro Pasqui de Florence[5].
- Palais Cesarini-Romualdi, datant du XVIIe siècle.
- Palais Communal du XVIIIe siècle.

#### Architecture religieuse
- Église Santa Maria del Suffragio datant de la première moitié du XVIIe siècle. L'intérieur à plan elliptique et le retable sont de Claudio Ridolfi.
- Église de sant'Agostino (actuellement Sanctuaire de Santa Maria Goretti) et ex-couvent, complexe du XVIIe – XVIIIe siècle avec sa lanterne spiralée.
- Campanile de l’église de saint Pierre, restauré au XVIIIe siècle et aujourd’hui détruit.
- Église paroissiale de Saint François (XVIIIe siècle), contenant deux peintures de Claudio Ridolfi.
- Église de l’Addolorata avec sa crypte dédiée à santa Maria Goretti.
- Église de la Madone del Piano, antique monastère de Santa Maria in Portuno.
- Maison natale de Santa Maria Goretti.

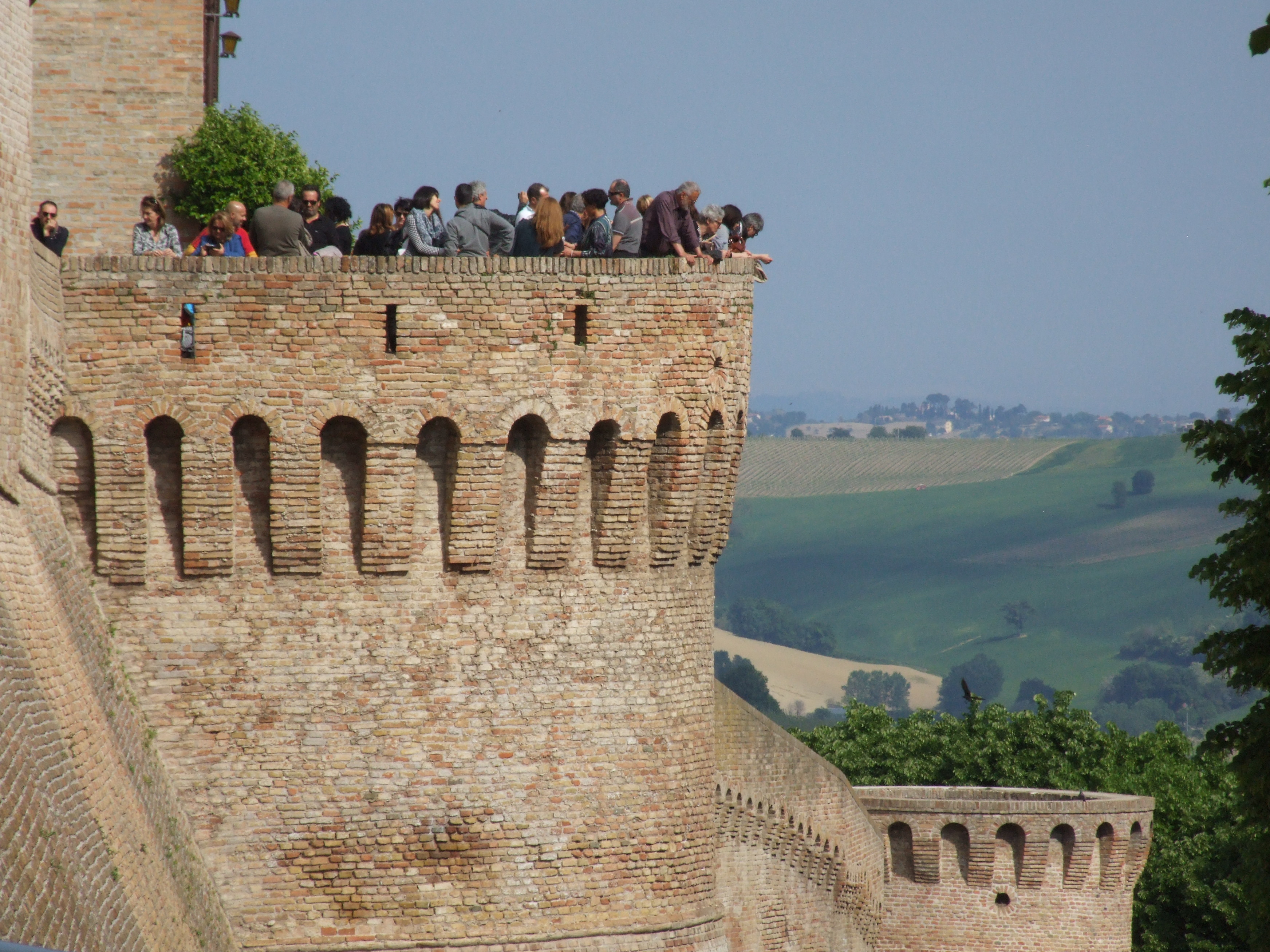
Tourelles des remparts de Corinaldo.
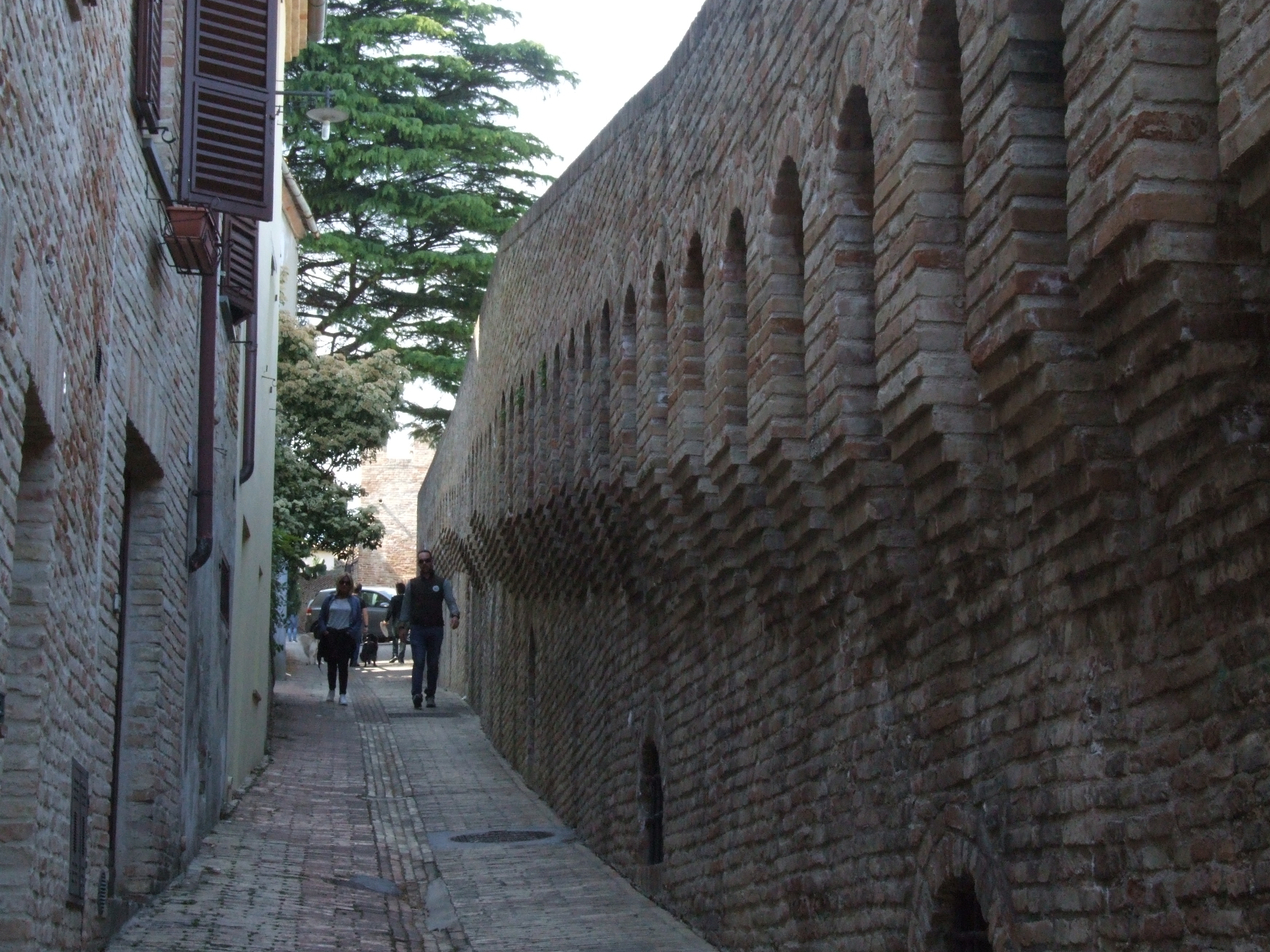
Vue intérieure de la Mura di Corinaldo.
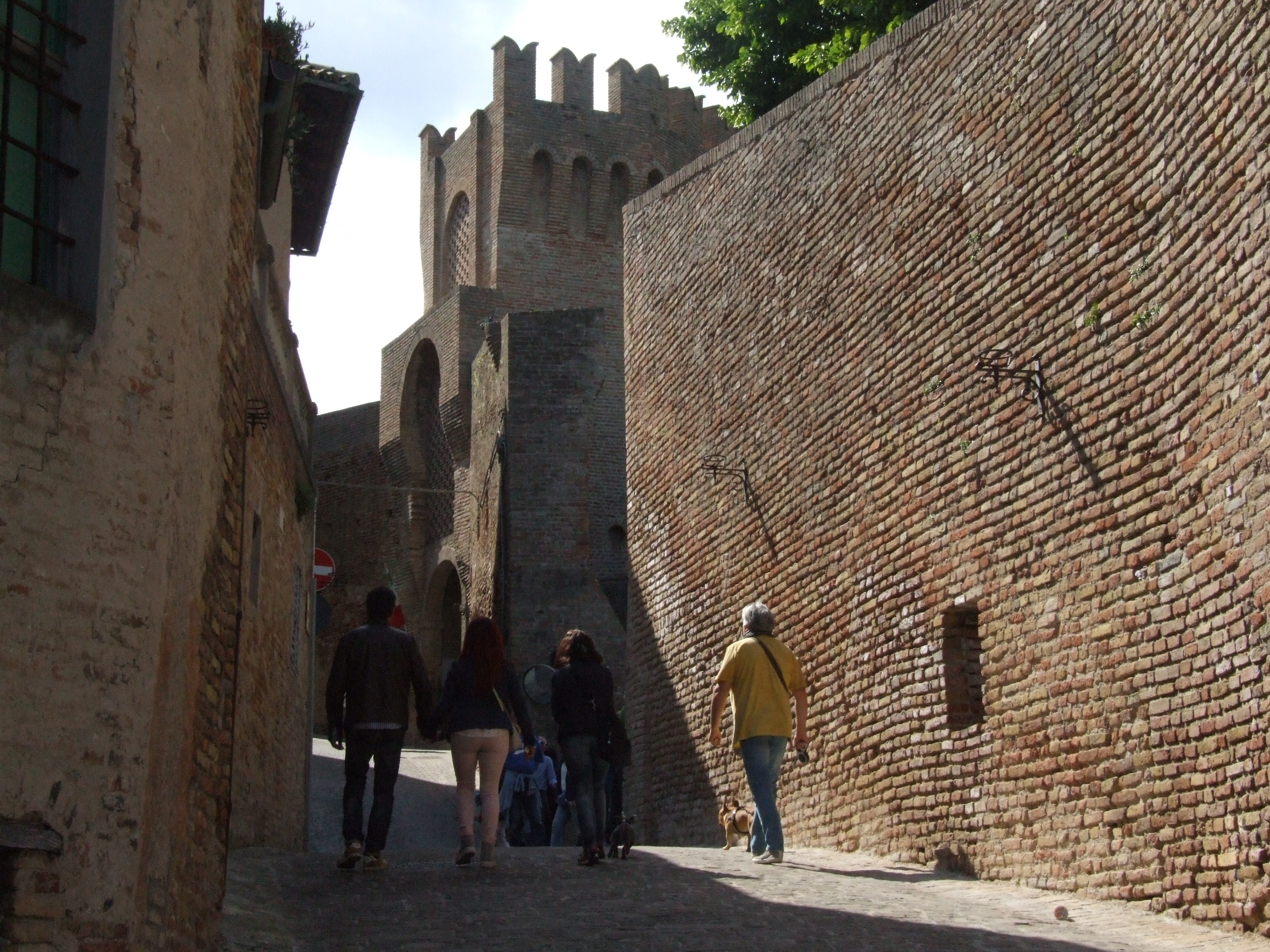
Vue de la Mura di Corinaldo.
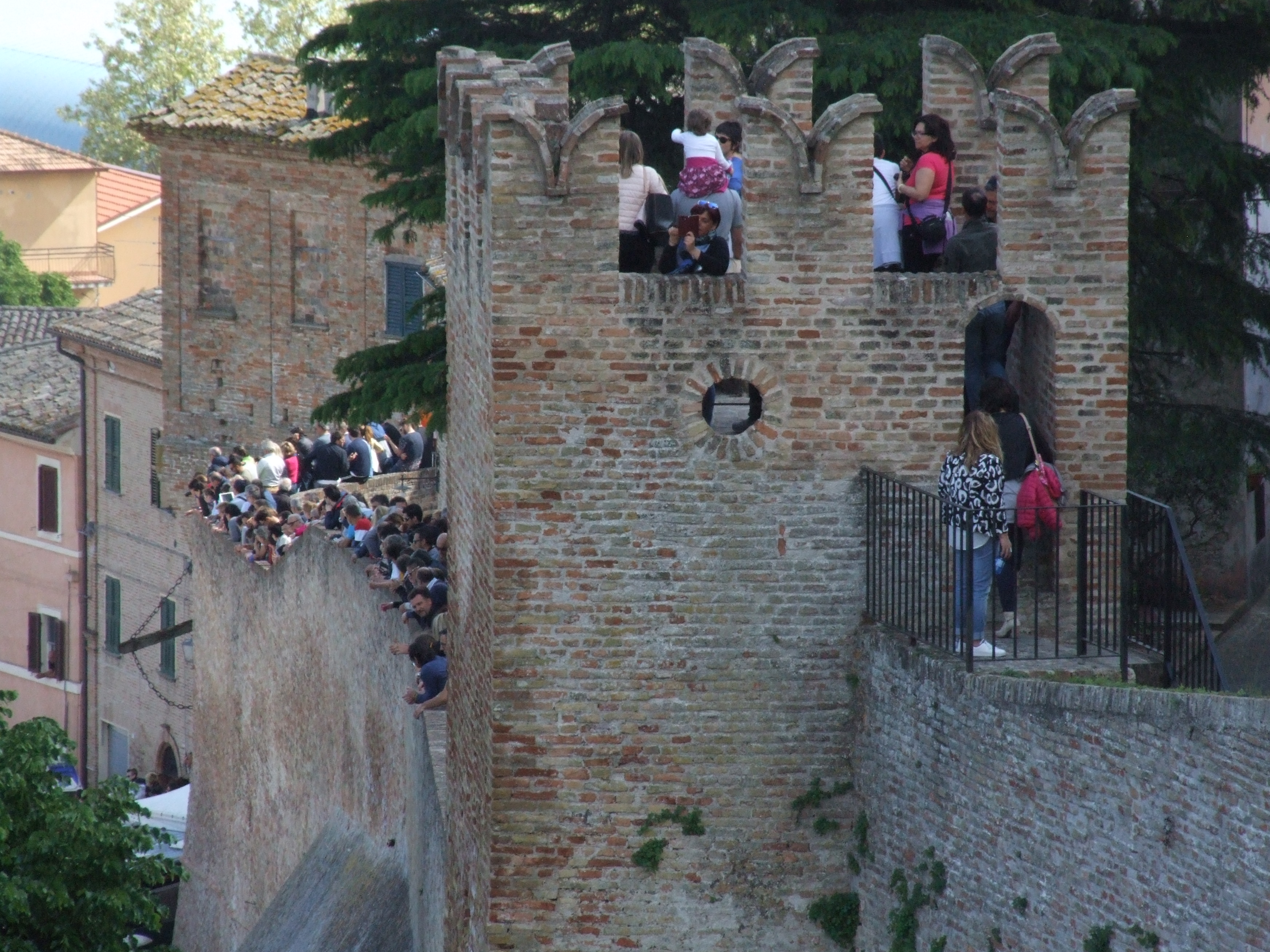
Vue extérieure de la Mura di Corinaldo.
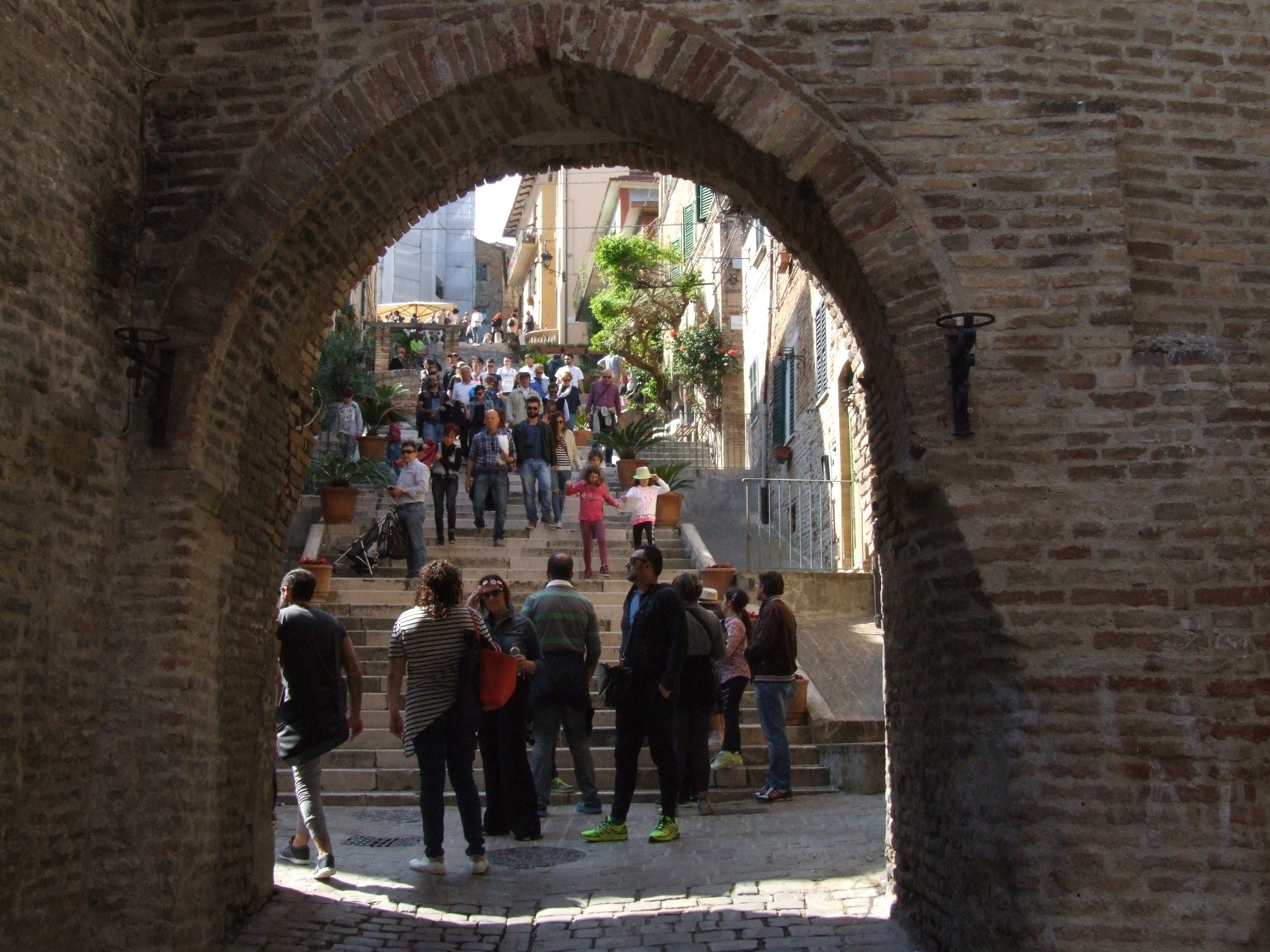
Porte des remparts.

#### Sites archéologiques environnants
- Santa Maria in Portuno, aire archéologique monastique du Moyen Âge.
- Site archéologique romain de Suasa

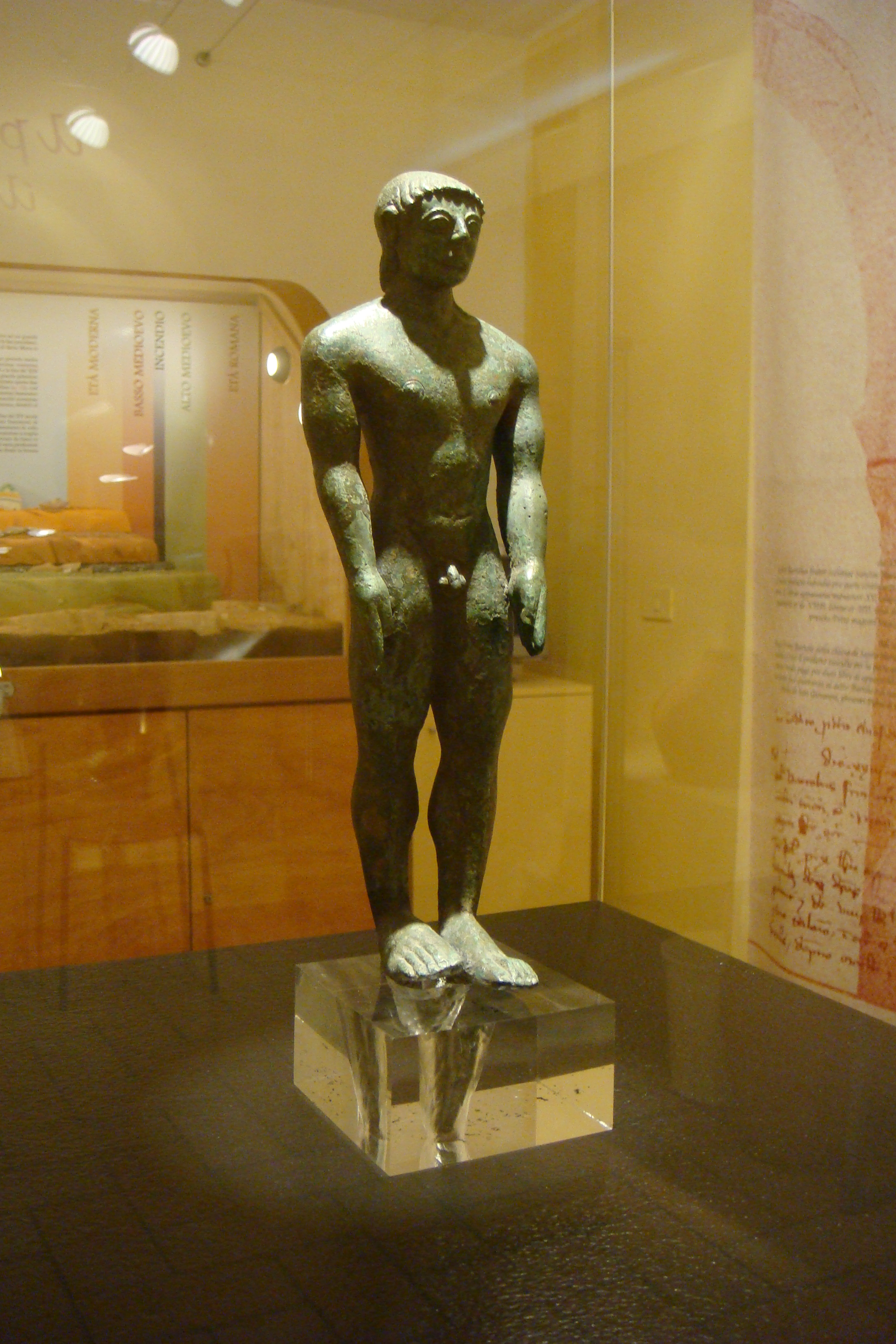
Le Bronzetto de Santa Maria in Portuno.
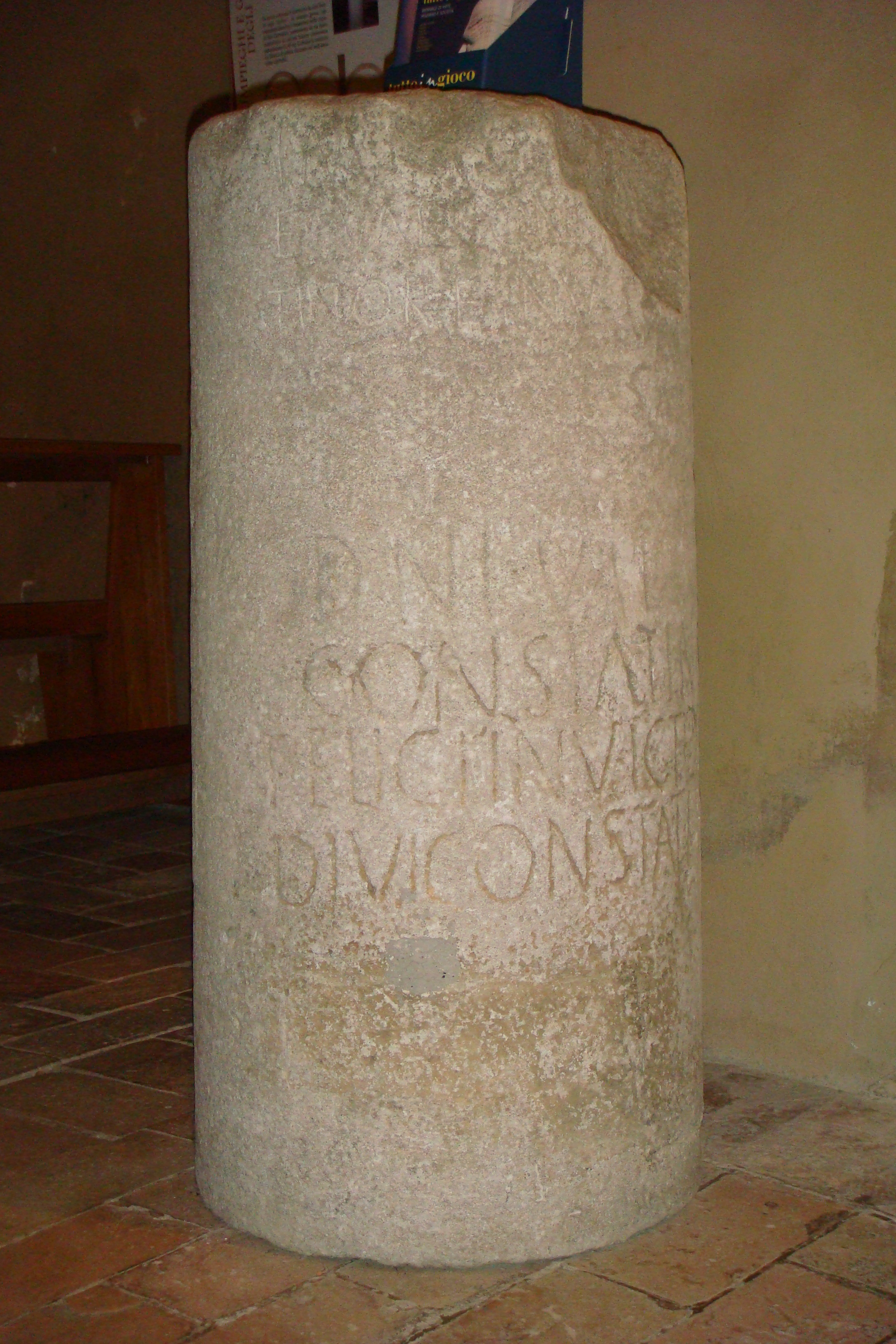
Borne milliaire de Corinaldo.
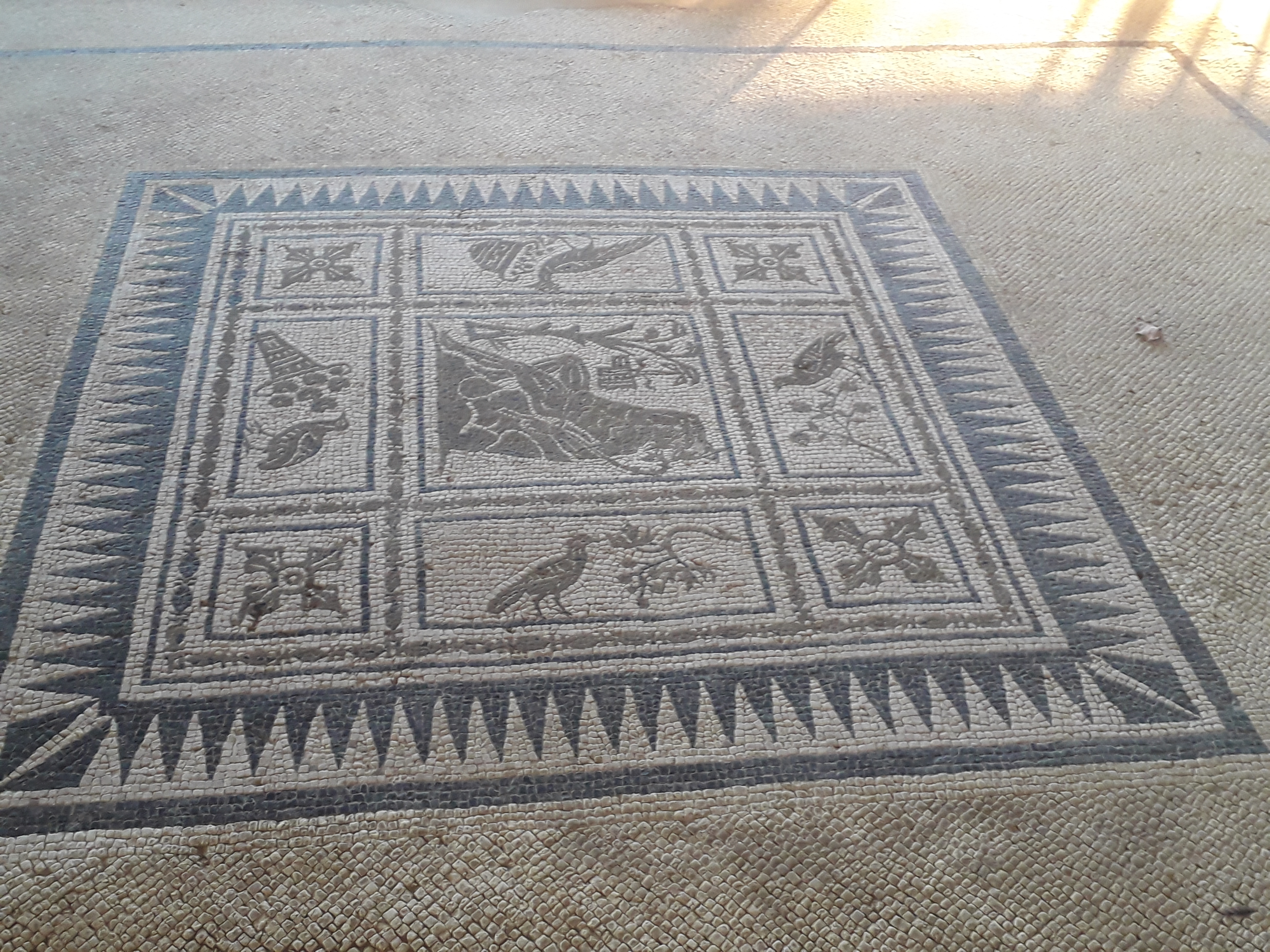
Parc Archéologique de Suasa.

### Évolution démographique

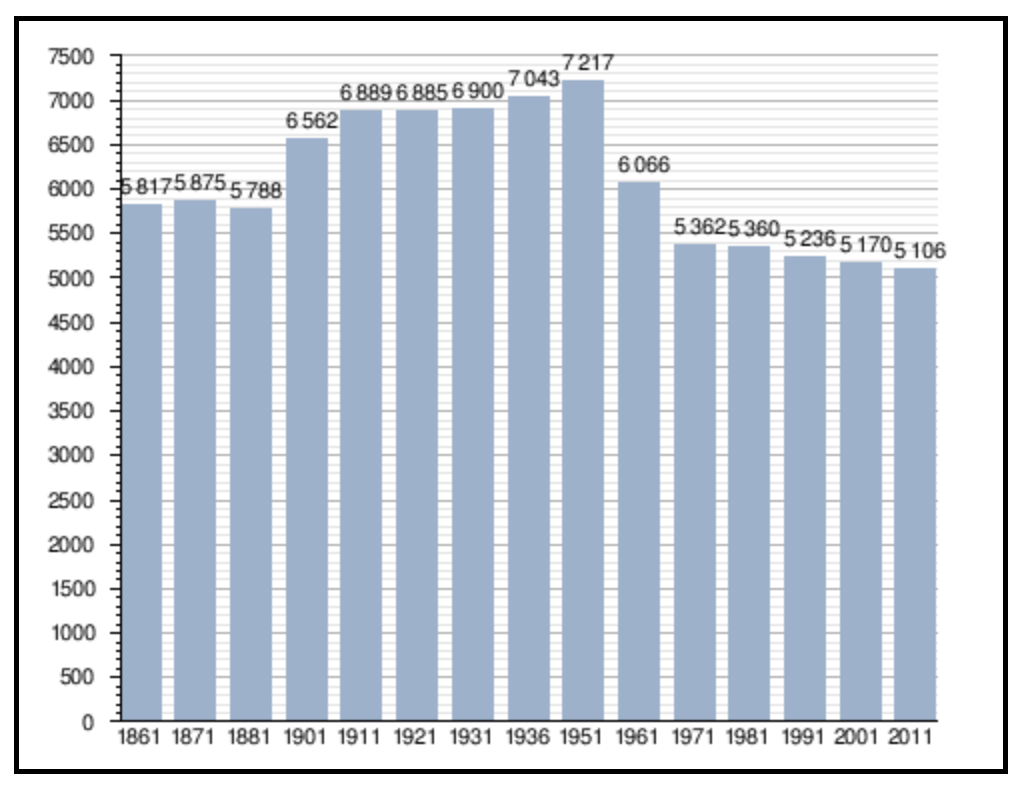
Habitants recensés.

## Administration
| Période                                  | Période      | Identité           | Étiquette | Qualité |
| ---------------------------------------- | ------------ | ------------------ | --------- | ------- |
| 13 juin 1994                             | 26 juin 2002 | Luciano Antonietti |           |         |
| 27 juin 2002                             | 6 mai 2012   | Livio Scattolini   |           |         |
| 7 mai 2012                               | En cours     | Matteo Principi    |           |         |
| Les données manquantes sont à compléter. |              |                    |           |         |

### Communes limitrophes
Castelleone di Suasa, Mondavio, Monte Porzio, Ostra, Ostra Vetere, San Lorenzo in Campo, Trecastelli

## Jumelages
Arcore (Italie)

 Nettuno (Italie)

 San Benedetto dei Marsi (Italie)

## Sport
L'équipe locale de football  Corinaldo Calcio FC ASD participe au championnat de Seconda Categoria.

## Galerie

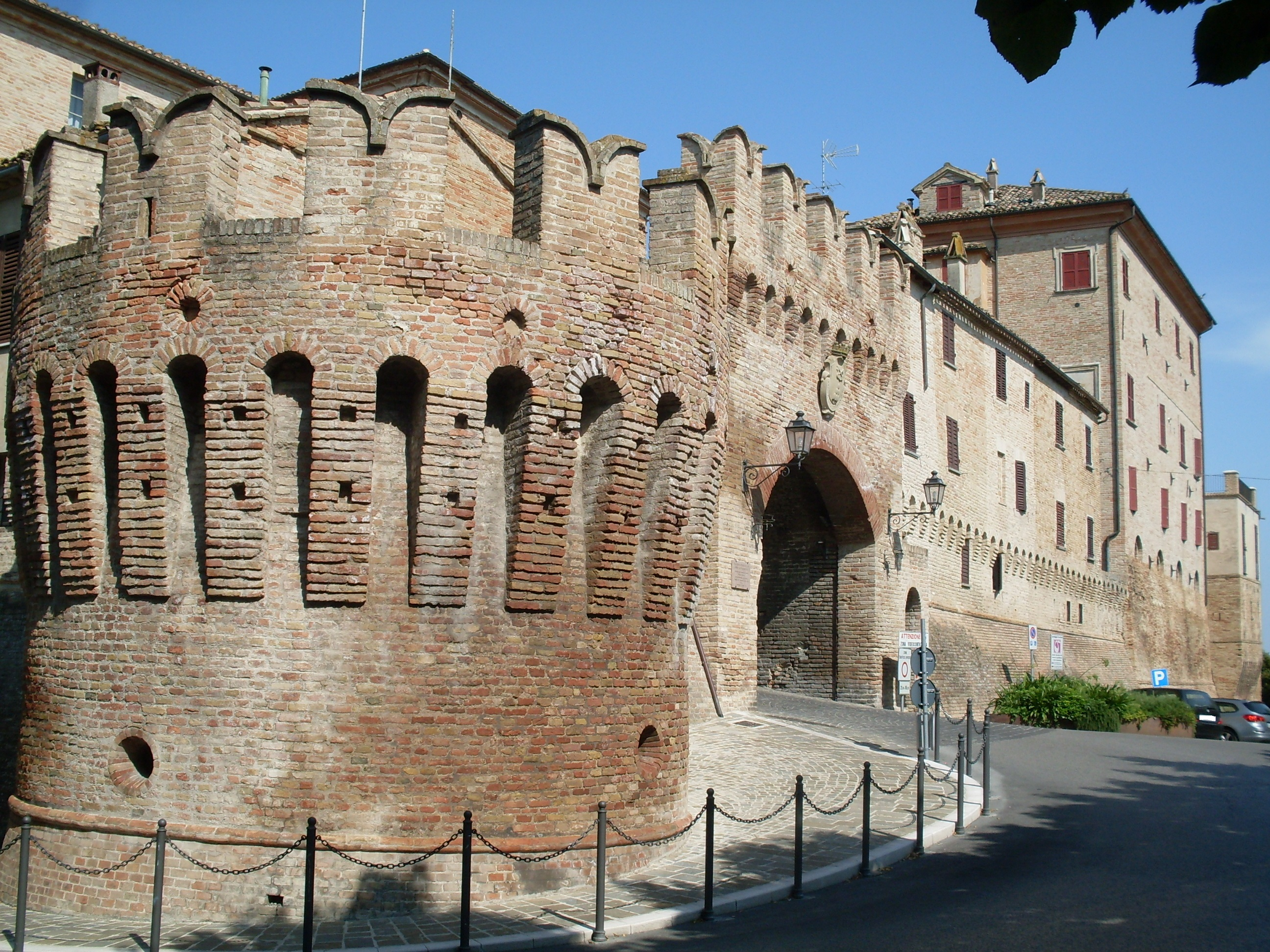
Porta Nuova.
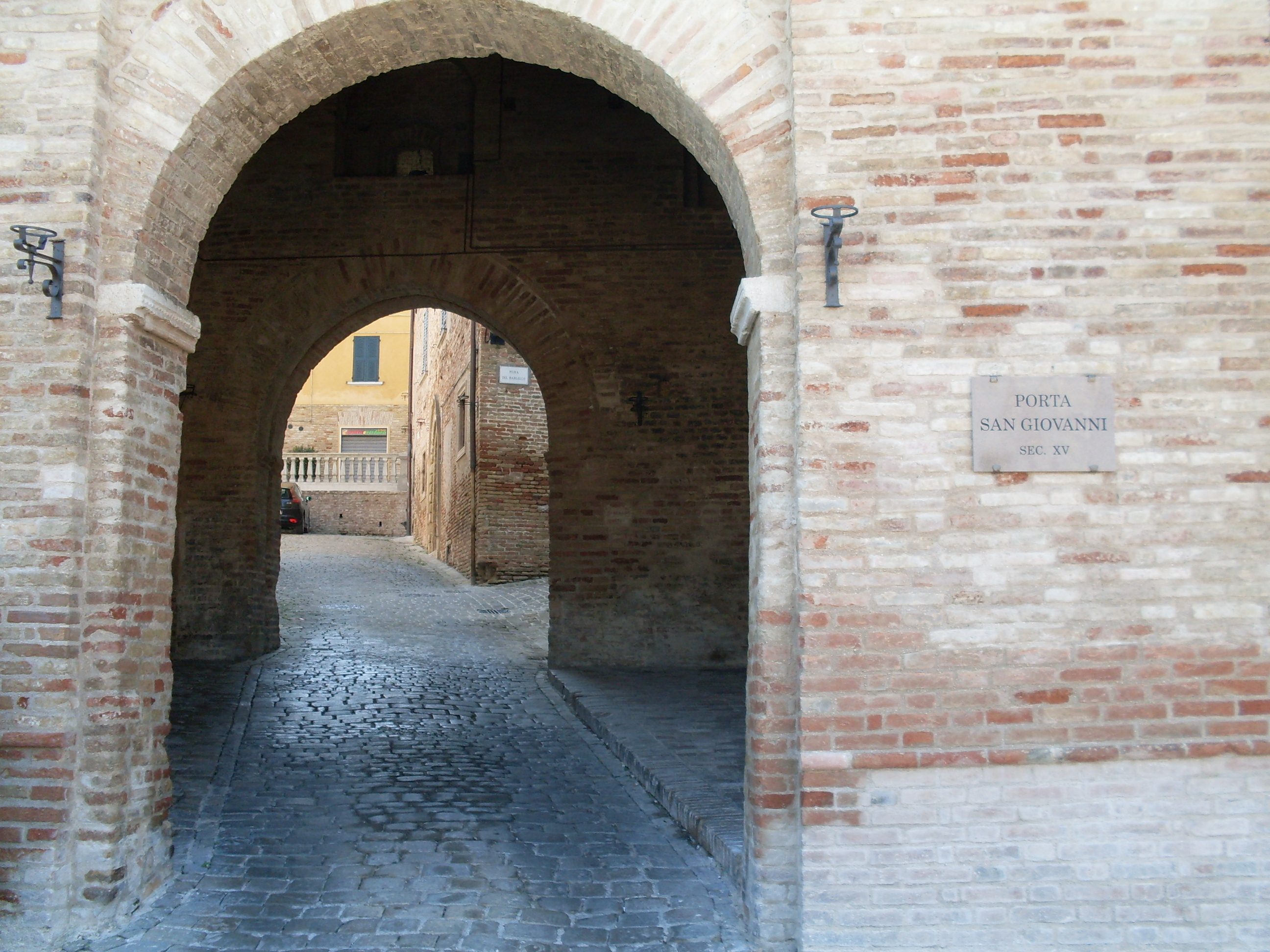
Porta di san Giovanni.
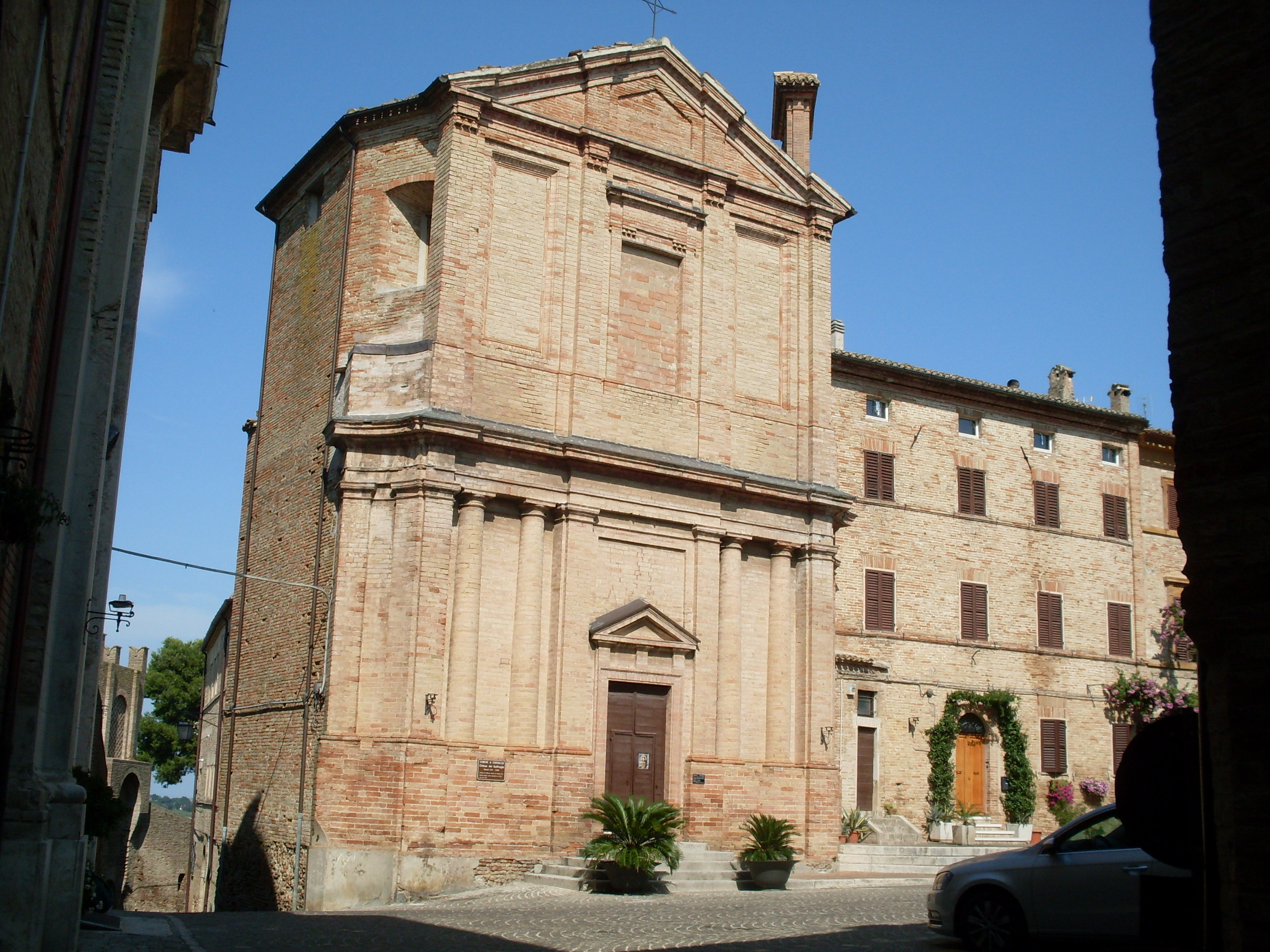
Église Del Suffragio.
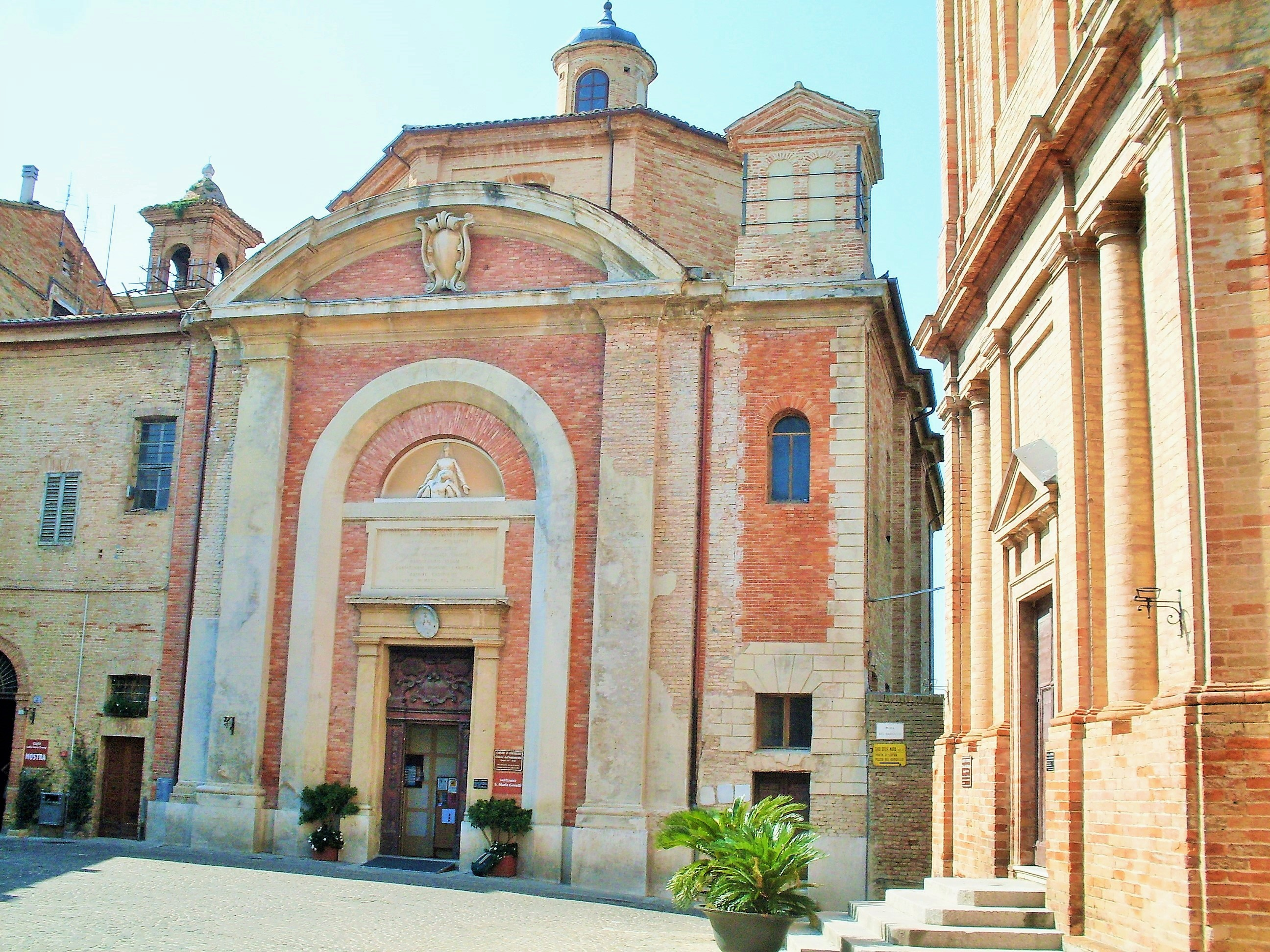
Église de l'Addolorata.
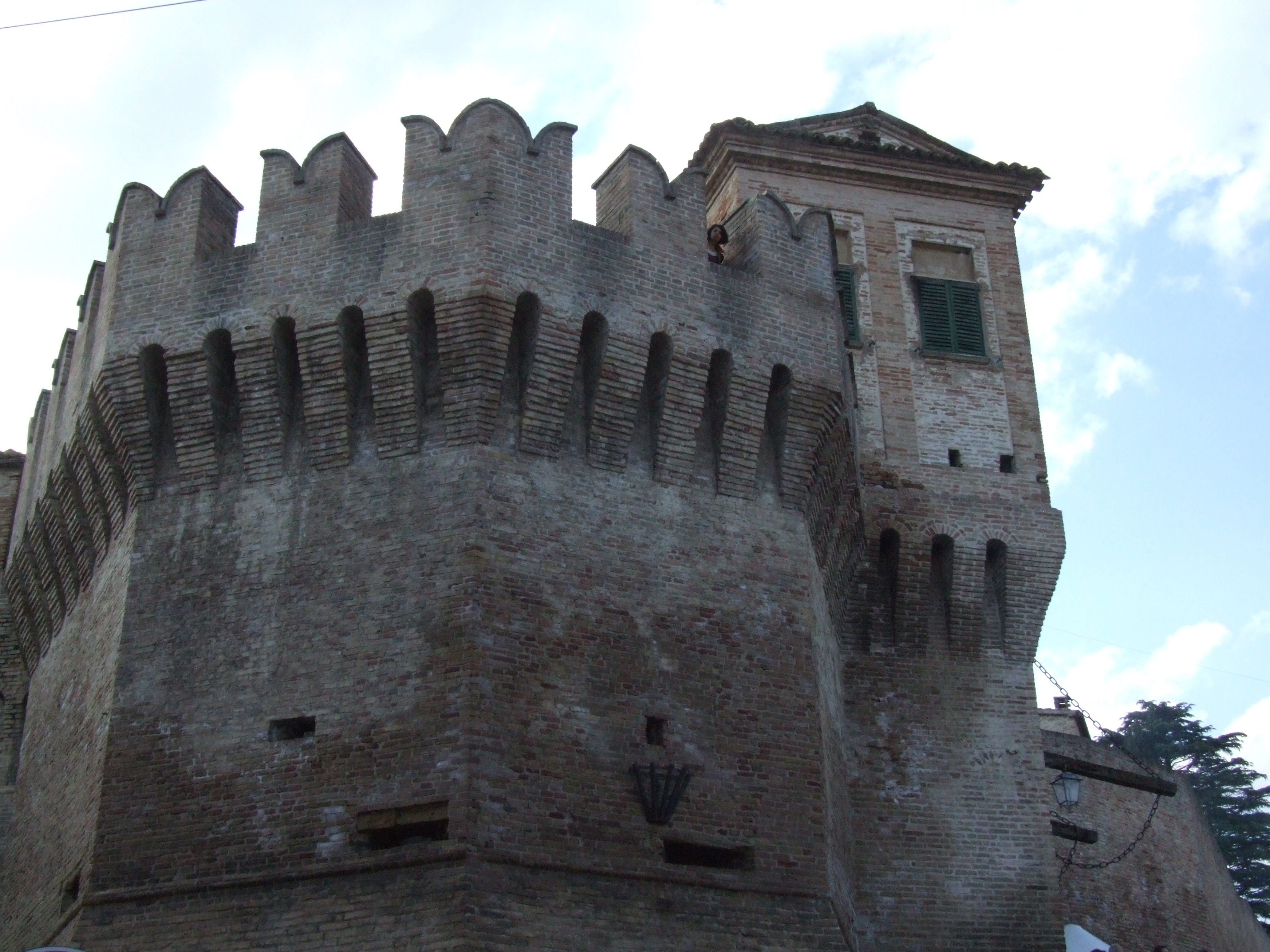
Mura di Corinaldo.